# Terdik Ivett
Terdik Ivett (Kerepestarcsa, 1992. március 6. –) labdarúgó, középpályás.

## Pályafutása

### Klubcsapatban
A Csomádi KSK, és a Veresegyházi VSK csapata után került az Újpesti TE együtteséhez, ahol egy idényt játszott az U15-ös csapatban. 2008 óta a Ferencvárosi TC játékosa. Tagja volt a 2008–09-es idényben bajnoki bronzérmet szerzett csapatnak.

## Sikerei, díjai
- Magyar bajnokság
  - 3.: 2008–09
- Magyar kupa
  - döntős: 2010